# Michel Cuypers
Pour les articles homonymes, voir Cuypers.
Michel Cuypers (né en 1941) est un religieux belge membre de la Fraternité des Petits Frères de Jésus. Il s'est spécialisé dans l'étude du Coran, lui appliquant une méthode utilisée habituellement pour comprendre le texte biblique : l'analyse de la rhétorique sémitique. Docteur en lettres persanes diplômé de l’université de Téhéran, il a vécu douze ans en Iran. Il travaille ensuite comme chercheur à l'Institut dominicain d'études orientales (Idéo), situé au Caire.
Après avoir publié plusieurs commentaires de sourate dans des revues, il a écrit un livre analysant la cinquième sourate du Coran, Al-Ma'ida (La table servie), et la décrivant comme le « testament » de Mahomet, à comparer à celui de Moïse à la fin du Deutéronome et/ou de Jésus de Nazareth à la fin de l'Évangile selon Jean. Son commentaire cherche à montrer que la sourate s'inscrit dans le cadre d'une nouvelle alliance entre Dieu (Allah) et les hommes.

## Publications

### Ouvrages
- Le Festin. Une lecture de la sourate al-Mâ’ida, 453 p., Collection « Rhétorique sémitique » n° 3. Paris : Lethielleux. 2007
- Le Coran (avec Geneviève Gobillot, Paris, éd. du Cavalier bleu, 2007
- Islam et Coran : Idées reçues sur l'histoire, les textes et les pratiques d'un milliard et demi de musulmans (avec Paul Balta et Geneviève Gobillot), éd. du Cavalier bleu, 2011
- Idées reçues sur le Coran : entre tradition islamique et lecture moderne (avec Geneviève Gobillot), éd. du Cavalier bleu, collection Idées reçues - Grand angle, 2014
- Et, pour une quinzaine d'autres ouvrages ou articles (32 en tout), voir sa bibliographie dans le catalogue de la bibliothèque de l'Idéo.

### Articles
- (1980). Éléments d'une théorie philosophique pour la sociolinguistique : À partir d'une analyse du langage et de ses rapports avec la religion, en Islam. Revue Thomiste, LXXXVIIIe année, t. LXXX, n° 3, juillet-septembre 1980, p. 387-425[2].
- (sans date) Une brève présentation de l’« Analyse rhétorique » dans le Coran : L’exemple de la Fâtiha, 5 p., publié sur le site de l'Idéo.
- (1995). Structures rhétoriques dans le Coran. Une analyse structurelle de la sourate "Joseph" et de quelques sourates brèves, Midéo 22,
- (1997). Structures rhétoriques des sourates 105 à 114. Midéo 23, 157-196.
- (1997). Structures rhétoriques de la sourate 74, al-Muddaththir. Luqmân (Téhéran) 26, 36-74.
- (1999). Structures rhétoriques des sourates 99 à 104. Annales islamologiques (Ifao, le Caire) 33, 31-62.
- (2000). Structures rhétoriques des sourates 92 à 98. Annales islamologiques, 34, 95-138.
- (2001). Structures rhétoriques des sourates 85 à 90. Annales islamologiques, 35, 27-99.
- (2002). L’analyse rhétorique : une nouvelle méthode d’interprétation du Coran. Mélanges de Science religieuse (Université catholique de Lille), 59, 31-57.
- (2002-3). La sourate 55 (al-Rahmân) et le Psautier. Luqmân, 37 (Mélanges in memoriam Javād Hadidi), 71-106.
- (2003). La composition rhétorique des sourates 81 à 84. Annales islamologiques, 37, 91-136.
- (2004). Une lecture rhétorique et intertextuelle de la sourate al-Ikhlâs. Midéo, 25-26, 141-175.
- (2004). Une analyse rhétorique du début et de la fin du Coran. Actes du Symposium international « al-Kitâb » (29 mai – 1er juin 2002) (Collection « Acta Orientalia Belgica ») (pp. 233-272). Louvain-la-Neuve, Leuven.
- (2012). La composition du Coran. Collection « Rhétorique Sémitique » n°9. Paris : Lethielleux.